# جيسيكا كاماتشو
جيسيكا كاماتشو (بالإنجليزية: Jessica Camacho)‏ هي ممثلة أمريكية، ولدت في 26 نوفمبر 1982 في كاليفورنيا في الولايات المتحدة.

## أعمال

### أفلام
- فكر كرجل[4]

### مسلسلات
- البرق

## وصلات خارجية
- جيسيكا كاماتشو على موقع IMDb (الإنجليزية)
- جيسيكا كاماتشو على موقع ألو سيني (الفرنسية)
- جيسيكا كاماتشو على موقع قاعدة بيانات الفيلم (الإنجليزية)